# Стаффорд, Эд
Эд Стаффорд (англ. Ed Stafford, полное имя — Эдвард Джеймс Стаффорд (англ. Edward James Stafford); род. 26 декабря 1975, Питерборо, Великобритания) — британский исследователь и бывший капитан британской армии. Первый человек в мире, который пешком прошёл вдоль всей реки Амазонки. Провёл 60 дней на необитаемом острове, не имея при себе никакого снаряжения.

## Биография
Эд Стаффорд начал заниматься экспедициями в 2002 году по завершении службы в армии. Бывший военный, он работал в Миссии ООН в Афганистане, участвовал в природоохранном проекте BBC «Утраченные земли ягуара».
В апреле 2008 года Эд Стаффорд отправился в свою беспрецедентную пешую экспедицию вдоль всего русла Амазонки. Путешествие Стаффорда началось в Перу и продлилось 859 дней (почти два с половиной года), а закончилось у устья реки на побережье Атлантики в 150 км к северо-востоку от бразильского города Белем. На самом деле, путешественник планировал завершить свой беспрецедентный переход примерно через год, но путь был продлён из-за наводнений, которые заставили его идти обходным путём. В итоге вместо запланированных 6400 км пришлось пройти более 9600 км вдоль Амазонки, длина которой составляет 6 992 км.
Стаффорд начал путешествие с британским авантюристом — Лукой Коллайером, но пара поссорилась в начале похода, и отважный англичанин продолжил свой путь в одиночку. Однако в июле 2008 года к нему присоединился работник перуанского лесного хозяйства, Гадиэль Санчес Ривера, который обязался быть его проводником в течение пяти дней, но в итоге остался с ним до конца путешествия. На протяжении всего маршрута Стаффорд снимал всё происходящее с ним на видео.
В мае 2009 года Стаффорд появился на обложке журнала «Geographical», который принадлежит Королевскому географическому обществу.
В 2011 году канал «Дискавери» на основе видеоматериалов Стаффорда снял двухсерийный документальный фильм «Пешком вдоль Амазонки». В этом же году Книга рекордов Гиннесса официально признала достижения Стаффорда, и его рекорд появился в издании 2012 года.
В 2013 году вышел фильм Discovery с Эддом Стаффордом «Голое выживание», в котором он отправляется на необитаемый остров Олоруа в архипелаге Фиджи и пытается выжить в течение 60 дней, не имея ни инструментов, ни вещей, ни одежды.
В 2014 году Эдд Стаффорд продолжает эксперименты с выживанием и снимается в сериале Discovery «Выживание без купюр». В рамках новой девятисерийной программы он ставит перед собой цель: не просто выжить в шести самых суровых уголках планеты (джунгли, буш, лес, болото, побережье и горы), но добиться физического и интеллектуального комфорта. В каждой из шести серий Эд выбирается в удалённые точки на десять дней. У него есть шанс погибнуть в течение нескольких часов, он лишён возможности общаться с внешним миром и может полагаться только на себя. Из снаряжения он берёт с собой только камеру, чтобы запечатлеть свои приключения, спутниковый телефон, аптечку и ничего из инструментов, еды и одежды.
- В первой серии он высаживается в тропических джунглях Венесуэлы на знаменитой Рорайме на высоте 1700 метров.
- Во второй серии Эд сталкивается с новыми опасностями в дельте реки Окаванго на территории Ботсваны.
- В третьей серии Эд направляется в удалённый район Карпат в Румынии.
- В четвёртой серии Эд высаживается на неприветливом побережье Западной Австралии.
- В пятой серии Эд бросает вызов джунглям Калимантана.
- В шестой серии мы видим Эда в Таиланде.
- В седьмой серии Эд находится в Руанде.
- В восьмой серии Эд встречается с трудностями в Пустыне Сонора, Аризона.
- В девятой серии (заключительная серия) Эд рассказывает советы своего выживания.

## Фильмография
- 2011 год: «Пешком вдоль Амазонки (Walking the Amazon)», Discovery
- 2013 год: «Голое выживание (Ed Stafford: Naked and Marooned) (Naked Casaway)»[5], Discovery[6]
- 2014 год: сериал «Выживание без купюр (Marooned with Ed Stafford)», девять серий, Discovery
- 2015 год: «Путешествие в неизвестность с Эдом Стаффордом (Ed Stafford Into the Unknown)», Discovery
- 2017 год: сериал «Выживший», Discovery
- 2019 год: «Игра на вылет (Ed Stafford: First Man Out)», Discovery